# Siemens Desiro
 (janvier 2014).
Si vous disposez d'ouvrages ou d'articles de référence ou si vous connaissez des sites web de qualité traitant du thème abordé ici, merci de compléter l'article en donnant les références utiles à sa vérifiabilité et en les liant à la section « Notes et références ».

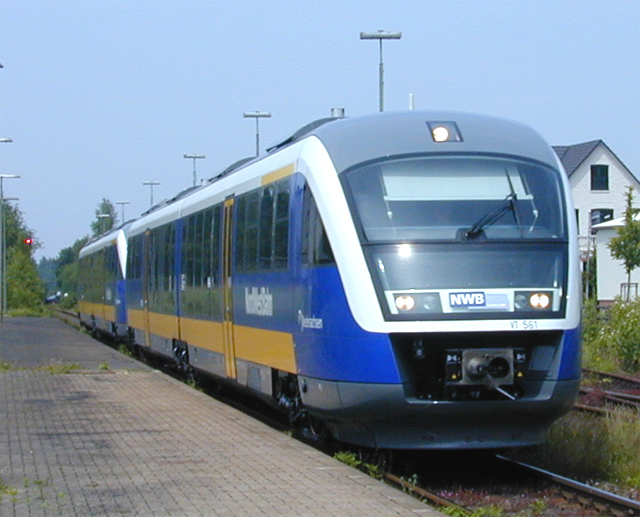
Rame Desiro aux Pays-Bas.

Desiro est le nom commercial de trains modulaires produits par le constructeur ferroviaire allemand Siemens AG. 

## Description
La variante la plus répandue existe en deux versions, diesel ou électrique. Elle est en service en Allemagne, en Autriche, en Belgique,  en Bulgarie, au Danemark, en Grèce, en Hongrie, en Malaisie, en République tchèque, en Roumanie, en Russie et en Slovénie. Bien que ces trains diffèrent sur plusieurs points, la conception des caisses est la même. 
Ces rames sont pour la plupart affectées à des services régionaux. Elles font partie d'une nouvelle génération de matériel ferroviaire léger et modulaire qui s'est largement répandu dans de nombreux pays européens. Ces rames sont relativement peu coûteuses en investissement et en exploitation. Leurs fortes accélérations les prédisposent aux relations à intervalles courts entre les gares. Elles sont parfois critiquées pour leur confort limité.

## Commercialisation

### Allemagne

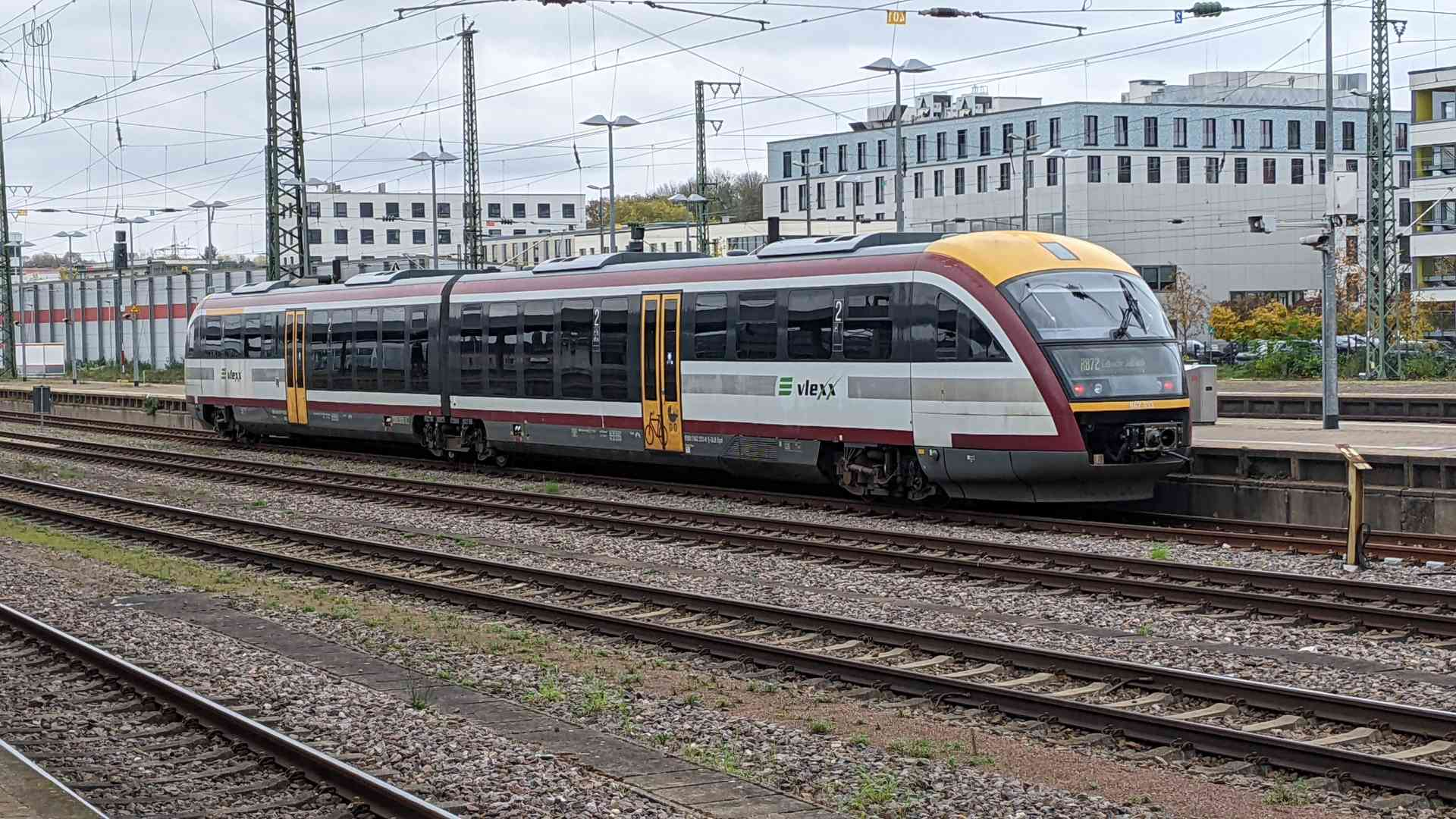
Rame Desiro (VT 642) du Vlexx à la gare de Sarrebruck

La Deutsche Bahn Regio a mis en service le 14 juin 2020, 15 Desiro HC (High Capacity),Rheintal pour l'exploitation du Regional Express entre Karlsruhe et Bâle CFF. Leur capacité est de 410 places assises et 421 personnes debout.
En décembre 2023, des Desiro HC sont également mis en service dans le nord de la Bavière et le sud de la Thuringe. Ces trains empruntant sur certaines relations des lignes à grande vitesse, ils peuvent atteindre 190 km/h.

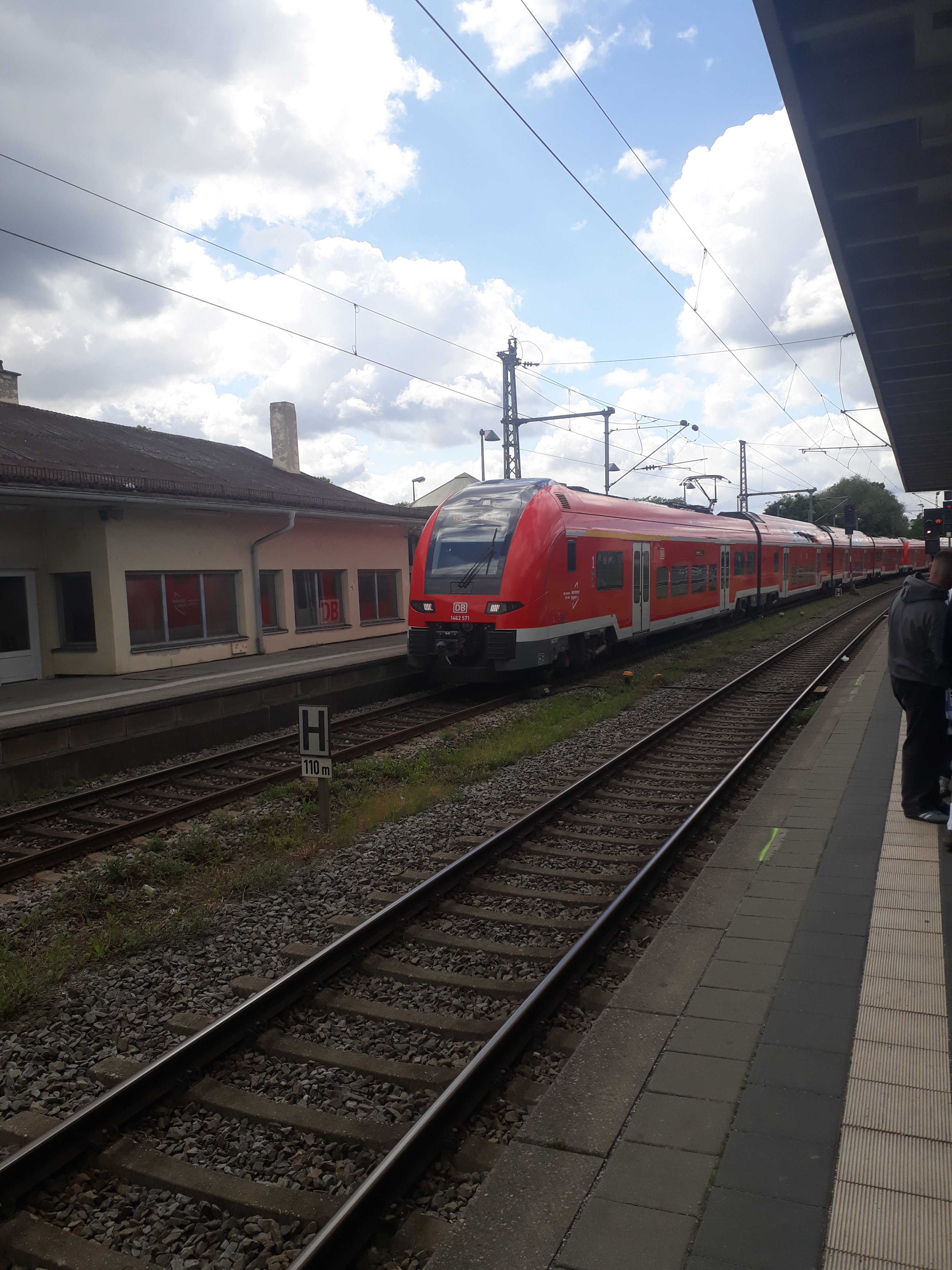
Un Desiro HC en gare de Moosburg (de)

Enfin, depuis décembre 2024, des Desiro HC ont également été mis en service sur l'axe Donau-Isar, entre Munich et Passau ou Freising et Landshut.

### Autriche
60 autorails Desiro ont été mis en service par les ÖBB entre 2003 et 2008 ; ils sont classés dans la série 5022.
En janvier 2013, ÖBB a commandé 100 rames Desiro ML électriques, aptes à 160 km/h et composées de 3 voitures. Il s'agit de 30 rames de banlieue (244 sièges par rame) et de 70 rames régionales (259 sièges) possédant deux paires de portes en moins. Davantage de rames de banlieue ont par la suite été achetées.
- les rames de banlieue sont numérotées dans la série 4746 ; en 2019 il en existe 95 exemplaires (+24 en commande)
- les rames régionales appartiennent à la série 4744 ; en 2019, ÖBB en possède 70.

### Belgique

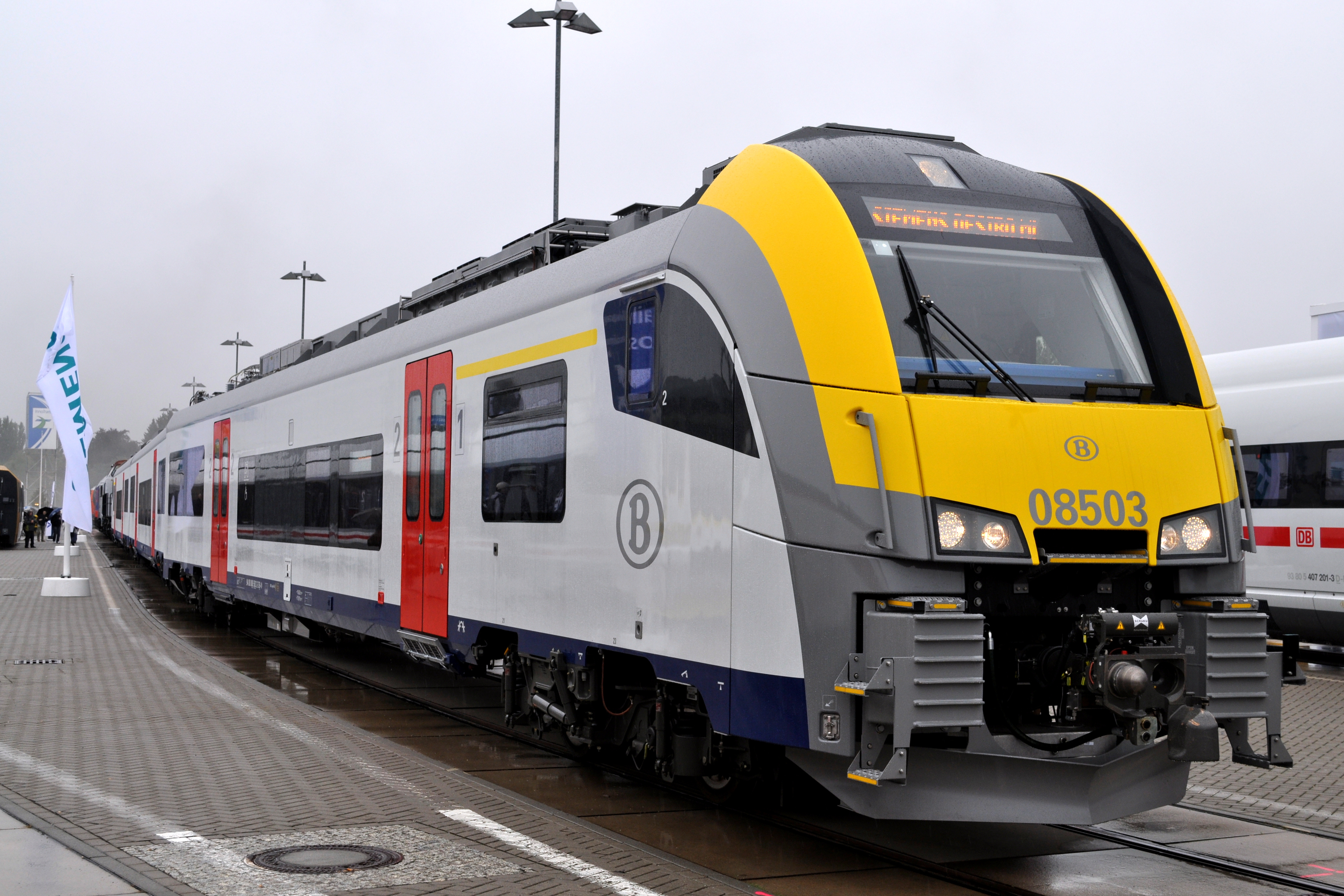
Automotrice SNCB Siemens Desiro ML

Pour le futur RER bruxellois mais aussi pour les relations locales-omnibus, la SNCB a passé commande de 305 rames Desiro, désignées AM08 à la SNCB. Ces rames ont permis de remplacer beaucoup des anciennes automotrices dites classiques. Elles ont été livrées entre 2011 et 2016. Certaines rames sont des rames bicourants, prévues à la fois pour le 3kV continu et le 25kV 50Hz alternatif.
La spécificité des rames Desiro ML déployées en Belgique est la présence de trois voitures longues alors que les Desiro ML vendues jusqu'ici en Allemagne, en Autriche et en Hongrie sont composées de trois voitures plus courtes.
En août 2014 le patron de la SNCB se plaint à la presse de la fréquence très élevée des pannes encourues par les rames Desiro qui seraient de l'ordre d'une panne par 8 000 kilomètres parcourus.
Ces rames sont utilisées à la fois pour des trains omnibus et suburbains (RER) mais aussi pour des relations InterCity à longue distance, malgré un aménagement plutôt spartiate.

### Bulgarie
En 2005 et 2006, les chemins de fer d'État bulgares commencent l'exploitation de rames Desiro dans le cadre d'un marché de 67 millions d'euros avec Siemens AG pour un total de 25 rames automotrices diesel. Au 22 mars 2006, 16 de ces rames avaient été livrées et un certain nombre d'entre elles circulaient sur la ligne Sofia-Kyustendil-Sofia. Un autre contrat de 117 millions d'euros pour 25 rames électriques a aussi été conclu avec Siemens AG, les livraisons devant se terminer à la fin de l'année 2007. Les rames électriques seront équipées à Varna, où BDZ et Siemens AG s’apprêtent à installer une entreprise conjointe.

### Grèce
En Grèce, les trains Desiro ont été utilisés par le réseau suburbain d'Athènes (Proastiakós) sur des relations entre l’aéroport international d’Athènes et la gare principale de Larissa. L'exploitation des lignes suburbaines d'OSE entre Athènes et les villes satellites de Corinthe et Chalkida, sont maintenant réalisées (mai 2008) par des rames Stadler GTW.
Les rames Desiro circulent aussi sur des lignes régionales desservant des villes plus petites, conjointement avec des rames Stadler. La relation entre Kalamata et le campus universitaire, par exemple, est assurée par des rames Stadler et parfois par des rames Desiro.
Dans les premiers mois qui ont suivi leur acquisition par OSE, les rames Desiro ont aussi circulé (probablement pour des essais et pour évaluer leur potentiel) sur des relations longues allant jusqu'à Larissa et Volos en Thessalie. Leur inadaptation en matière de confort sur de longs parcours a conduit toutefois à restreindre leurs rotations aux lignes suburbaines et régionales à courte distance.
Les rames Desiro en exploitation sont à traction thermique (diesel). Les rames électriques sont en cours d'essai sur les sections électrifiées du nord autour de Thessalonique.

### Hongrie
Cinq rames ont été commandées par la compagnie GySEV-Raaberbahn en 2014 et livrées pendant l’été de l‘année 2016. Depuis septembre 2016. Ces rames, baptisée commercialement VENTUS (latin pour « vent »), servent des services transfrontaliers vers l’Autriche.

### Roumanie
Căile Ferate Române (CFR), l'entreprise publique des chemins de fer roumains, est l'un des principaux utilisateurs de matériel Desiro de Siemens (variante train léger). CFR, qui est actuellement en phase de modernisation pour devenir le premier transporteur ferroviaire d'Europe de l'Est, a acquis de nombreuses rames Desiro qu'il fait circuler sur ses lignes Intercités (IC) qui assurent des navettes rapides entre les principales villes, avec peu d'arrêts. CFR projette également de les utiliser sur les services de banlieue de Bucarest et de la province d'Ilfov.

### Royaume-Uni

#### Desiro UK
Siemens appelle Desiro UK les nouvelles rames automotrices électriques et diesel exploitées par divers exploitants ferroviaires britanniques. Ces rames sont d'une conception complètement différente de celle des trains légers cités plus haut. Elles disposent d'équipement modernes, comme les réservoirs à déchets biologiques, des sièges ergonomiques et les annonces vocales et sont considérées comme l'un des matériels les plus réussis parmi ceux nouvellement mis en service depuis la privatisation du rail britannique. Toutes les rames électriques sont la propriété d'Angel Trains, tandis que les rames diesel sont la propriété de HSBC Rail, qui les louent aux exploitants ferroviaires.
| Classe | Exploitant                      | Mise en service | Nombre | Traction              | caisses | Configuration des portes | Passerelle d'extrémité |
| ------ | ------------------------------- | --------------- | ------ | --------------------- | ------- | ------------------------ | ---------------------- |
| 185    | Transpennine Express            | 2006            | 51     | Diesel                | 3       | Grand-volume             | Non                    |
| 350    | West Midland Trains             | 2004            | 30     | Électrique alternatif | 4       | Grand-volume             | Oui                    |
| 360    | Greater Anglia Heathrow Connect | 2003            | 26     | Électrique alternatif | 4       | Grand-volume             | Non                    |
| 380    | Abellio Scotrail                | 2010            | 38     | Électrique alternatif | 3/4     | Grand-volume             | Oui                    |
| 444    | South Western Railway           | 2004            | 45     | Électrique continu    | 5       | Petit-volume             | Oui                    |
| 450    | South Western Railway           | 2003            | 110    | Électrique continu    | 4       | Grand-volume             | Oui                    |

South West Trains
Les premières rames électriques Desiro UK ont été commandées par South West Trains pour les relations aussi bien à courte distance qu'à longue distance au départ de la gare de Waterloo vers Alton, Basingstoke et la côte du Hampshire et du Dorset. Elles ont été enregistrées sous deux classes différentes, toutes deux équipées pour le captage du courant continu 750V par troisième rail.
- 45 rames Class 444 à cinq éléments pour les relations Intercity à longue distance, mises en service en 2004.
- 110 rames Class 450 à quatre éléments pour les services de banlieue, mises en service en 2003.

One
One, société titulaire de la concession East Anglia, exploite des rames électriques sous caténaires 25 kV entre Londres Liverpool street et Clacton/Walton et Ipswich.
- 21 rames Class 360 à quatre éléments, mises en service en 2003.

Heathrow Connect
Les services omnibus entre Londres-Paddington et l'aéroport d'Heathrow, Heathrow Connect, sont assurés par des rames électriques similaires à alimentation par caténaire 25 kV.
- 5 rames Class 360 à quatre éléments, mises en service en juin 2005.

Silverlink/Central Trains
Dans le cadre de la modernisation de la West Coast Main Line, l'ancienne Strategic Rail Authority avait commandé trente rames Classe 350 à alimentation par caténaire 25 kV pour les relations omnibus. Elles sont exploitées conjointement par Silverlink et par Central Trains. Ces rames ont à l'origine été intégrées dans la Classe 450 des rames à troisième rail pour South West Trains, toutefois sur décision de la Strategic Rail Authority elles ont été transférées à la West Coast Main Line.
- 30 rames Classe 350 à quatre éléments, mises en service en 2004.

TransPennine Express
Pour respecter ses engagements dans le cadre de sa concession, TransPennine Express a commandé les premières versions diesel des rames Desiro UK pour une affectation aux relations Intercity du Nord de l'Angleterre.
- 51 rames Classe 185 à trois éléments, prévues pour être mises en service en 2006.

#### Desiro City
Un tout nouveau train pour le Royaume-Uni a été présenté en septembre 2014 par Siemens au salon Inno-Trans à Berlin. Le passager le remarque dans les passages d'une voiture à l'autre. Les opérateurs peuvent s'attendre à 20 à 30 % de coûts de maintenance en moins.
| Classe | Exploitant            | Mise en service | Nombre | Traction                      | Caisses | Configuration des portes | Passerelle d'extrémité                   |
| ------ | --------------------- | --------------- | ------ | ----------------------------- | ------- | ------------------------ | ---------------------------------------- |
| 700    | Thameslink            | 2015            | 60     | Électrique alternatif/continu | 8       | Grand-Volume             | Non                                      |
| 700/1  | Thameslink            | 2015            | 55     | Électrique alternatif/continu | 12      | Grand-Volume             | Non                                      |
| 707    | South Western Railway | 2017            | 30     | Électrique continu            | 5       | Grand-Volume             | Non                                      |
| 717    | Great Northern        | 2017 - 2018     | 25     | Électrique alternatif/continu | 6       | Grand-Volume             | Oui (Utilisé seulement en cas d'urgence) |